# Condado de Clayton (Iowa)
El condado de Clayton (en inglés: Clayton County, Iowa), fundado en 1837, es uno de los 99 condados del estado estadounidense de Iowa. En el año 2000 tenía una población de 18 678 habitantes con una densidad poblacional de 9 personas por km². La sede del condado es Elkader.

## Geografía
Según la Oficina del Censo, el condado tiene un área total de 2054 km² (793,1 mi²), de la cual 2018 km² (779,2 mi²) es tierra y 36 km² (13,9 mi²) es agua.

### Condados adyacentes
- Condado de Allamakee norte
- Condado de Crawford, Wisconsin noreste, a través del río Misisipi
- Condado de Grant, Wisconsin este, a través del río Misisipi
- Condado de Dubuque sureste
- Condado de Delaware sur
- Condado de Buchanan suroeste
- Condado de Fayette oeste
- Condado de Winneshiek noroeste

### Áreas Nacionales protegidas
- Área Driftless Refugio de Vida Silvestre (parte)
- Efigie Mounds National Monumento (parte)
- Alta del Río Mississippi Nacional de Vida Silvestre y Refugio Pesca (parte)

## Demografía
En el 2000 la renta per cápita promedia del condado era de $34 068, y el ingreso promedio para una familia era de $40 199. El ingreso per cápita para el condado era de $16 930. En 2000 los hombres tenían un ingreso per cápita de $27 165 contra $19 644 para las mujeres. Alrededor del 8.60% de la población estaba bajo el umbral de pobreza nacional.
| 1900   | 1910   | 1920   | 1930   | 1940   | 1950   | 1960   | 1970   | 1980   | 1990   | 2000   |
| ------ | ------ | ------ | ------ | ------ | ------ | ------ | ------ | ------ | ------ | ------ |
| 27 750 | 25 576 | 25 032 | 24 559 | 24 334 | 22 522 | 21 962 | 20 606 | 21 098 | 19 054 | 18 678 |

## Lugares

### Ciudades
- Clayton
- Edgewood
- Elkader
- Farmersburg
- Garber
- Garnavillo
- Guttenberg
- Luana
- Marquette
- McGregor
- Millville
- Monona
- Norte Buena Vista
- Osterdock
- Postville
- St. Olaf
- Strawberry Point
- Volga

### Comunidades no incorporadas

Señalización.

- Beulah
- Elkport
- Froelich
- Giard
- Littleport

### Principales carreteras
| - U.S. Highway 18 - U.S. Highway 52 - Carretera de Iowa 3 - Carretera de Iowa 13 | - Carretera de Iowa 56 - Carretera de Iowa 76 - Carretera de Iowa 128 |